# Trifolium plumosum
Trifolium plumosum är en ärtväxtart som beskrevs av William Jackson Hooker. Trifolium plumosum ingår i släktet klövrar, och familjen ärtväxter.

## Underarter
Arten delas in i följande underarter:
- T. p. amplifolium
- T. p. plumosum